# Surcamps
Surcamps település Franciaországban, Somme megyében. Lakosainak száma 77 fő (2022. január 1.). Surcamps Brucamps, Domart-en-Ponthieu, Gorenflos, Saint-Léger-lès-Domart és Ville-le-Marclet községekkel határos.

## Népesség
A település népessége az elmúlt években az alábbi módon változott:
| Lakosok száma | 73   | 68   | 67   | 64   | 64   | 65   | 69   | 73   | 77   |
|               | 2013 | 2015 | 2016 | 2017 | 2018 | 2019 | 2020 | 2021 | 2022 |